# Cavendishia jardinensis
Cavendishia jardinensis är en ljungväxtart som beskrevs av J.L. Luteyn. Cavendishia jardinensis ingår i släktet Cavendishia och familjen ljungväxter. Inga underarter finns listade i Catalogue of Life.